# Лейк-Лейкенгрен (Огайо)
Лейк-Лейкенгрен (англ. Lake Lakengren) — переписна місцевість (CDP) в США, в окрузі Пребл штату Огайо. Населення — 3387 осіб (2020).

## Географія
Лейк-Лейкенгрен розташований за координатами 39°41′16″ пн. ш. 84°41′19″ зх. д. / 39.68778° пн. ш. 84.68861° зх. д. (39.687654, -84.688551).  За даними Бюро перепису населення США в 2010 році переписна місцевість мала площу 8,25 км², з яких 7,41 км² — суходіл та 0,85 км² — водойми.

## Демографія
Згідно з переписом 2010 року, у переписній місцевості мешкали 3383 особи в 1214 домогосподарствах у складі 988 родин. Густота населення становила 410 осіб/км².  Було 1370 помешкань (166/км²).
Расовий склад населення:
| - 97,1 % — білих - 0,8 % — чорних або афроамериканців - 0,4 % — азіатів - 0,1 % — корінних американців |

До двох чи більше рас належало 1,2 %. Частка іспаномовних становила 0,9 % від усіх жителів.
За віковим діапазоном населення розподілялося таким чином: 25,8 % — особи молодші 18 років, 61,7 % — особи у віці 18—64 років, 12,5 % — особи у віці 65 років та старші. Медіана віку мешканця становила 38,4 року. На 100 осіб жіночої статі у переписній місцевості припадало 100,8 чоловіків;  на 100 жінок у віці від 18 років та старших — 99,9 чоловіків також старших 18 років.
Середній дохід на одне домашнє господарство  становив 69 595 доларів США (медіана — 66 190), а середній дохід на одну сім'ю — 72 993 долари (медіана — 70 645). Медіана доходів становила 42 361 долар для чоловіків та 30 633 долари для жінок. За межею бідності перебувало 5,4 % осіб, у тому числі 6,6 % дітей у віці до 18 років та 6,4 % осіб у віці 65 років та старших.
Цивільне працевлаштоване населення становило 1829 осіб. Основні галузі зайнятості: освіта, охорона здоров'я та соціальна допомога — 30,7 %, виробництво — 23,3 %, роздрібна торгівля — 12,2 %, мистецтво, розваги та відпочинок — 6,8 %.